# Hanna (stripfiguur)
Hanna is een van de bijfiguren uit de strip Jan, Jans en de kinderen van Jan Kruis. Ze is een nicht van Jans Tromp. Hanna is lesbisch, een bewust ongehuwde moeder en feministe. Kruis introduceerde haar vooral om het thema emancipatie in zijn strip aan de orde te stellen.

## In de strip
Hanna maakte haar opwachting in stripje 479, dat is gebundeld in album 11 (1981). Ze is dan bijna 30. Ze is zwanger en trekt een tijdje bij de familie Tromp in. Ze bevalt even later van een dochtertje, Sientje. In de daaropvolgende albums verschijnt Hanna geregeld opnieuw. Ze komt dan vaak een tijdje op bezoek met Sientje en blijft logeren. Jan moet geregeld voor Sientje zorgen. Tegenover Gerrit Tromp ("Opa") doet Hanna soms alsof ze wel iets met hem zou willen. 
In album 15 zijn enkele stripjes waarin alleen Hanna en opa Tromp voorkomen gebundeld. Het gezin Tromp is een paar dagen weg en Hanna past op het huis. Opa komt even langs en blijft logeren. Ze beleven 's nachts een merkwaardig avontuur met de pony Kobus. Een paar jaar later werken Gerrit Tromp en Hanna eendrachtig samen, als ze de bedrieglijke pianoleraar Jean-Pierre van wie Jans les krijgt ontmaskeren.
Als Jans aan een politieke carrière werkt, wordt ze sterk ondersteund door Hanna. Samen richten ze een politieke partij op, Vrouwmens 94. Ongeveer in dezelfde tijd krijgt Jans haar zoontje Gertje. Hanna en Sientje verdwijnen hierna lange tijd uit beeld, maar in album 47 keert Hanna weer terug; ze zoekt een nieuwe vriendin en heeft zich opgegeven voor een lesbische datingsite. Deze laatste strips zijn niet meer van Kruis zelf.